# 조지아 주립 대학교
조지아 주립 대학교(Georgia State University, GSU)는 미국 조지아주 다운타운 애틀랜타의 공립 연구 대학교이다. 1913년에 설립되었으며 조지아 대학 체계의 연구 대학 4군데 가운데 하나이다. 2015년 기준으로 총 학생 수는 약 51,000명이며 여기에는 다운타운 캠퍼스의 32,082명의 학생을 포함한다.
조지아 주립 대학교는 대학도서관, 법학도서관, 이렇게 2개의 도서관이 있다.

## 역사
처음에는 1913년 야간 학교로서 조지아 공과대학교의 Evening School of Commerce라는 이름으로 설립되었다.

## 캠퍼스
- 스팍스 홀
- 하우징
  - University Lofts
  - University Commons
  - Patton Hall
  - Greek housing
  - Piedmont North
  - Piedmont Central
- 캠퍼스 시큐리티
- 페리미터 칼리지(Perimeter College)